# 롭 홀
로버트 에드윈 홀(Robert Edwin Hall, 1961년 1월 14일 ~ 1996년 5월 11일)은 뉴질랜드의 산악인이다. 1996년 5월 에베레스트 산에서 팀원들을 인솔하는 중에 조난되어 사망하였다.

## 같이 보기
- 에베레스트산에서 죽은 사람의 목록